# Ponteiro (futebol)

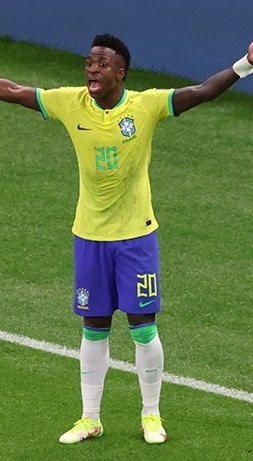
Vinícius Júnior pela Seleção Brasileira na Copa do Mundo de 2022

Ponteiro, ponta (português brasileiro) ou extremo (português europeu) é uma das posições do futebol. O que desempenha esta função atua como um atacante pelos lados do campo, normalmente perto da região do escanteio. Por esse motivo, pode atuar tanto pelo lado direito quanto pelo lado esquerdo, sendo chamados, respectivamente, de "ponta-direita" e "ponta-esquerda".

## História
Os pontas foram bastante utilizados nos esquemas táticos do século XX. Era comum a presença de cinco ou quatro atacantes em esquemas como o 4-2-4 ou o 2-3-5 (antigamente esse esquema era chamado de WM). Os pontas de lanças eram responsáveis por puxar as jogadas do meio-campo ao ataque através dos lados e colocar a bola dentro da grande área para seus companheiros. Exemplos de nomes que hoje em dia se destacam ou já foram destaques na função de ponteiro no futebol mundial são: Garrincha, Lionel Messi, Cristiano Ronaldo, Neymar, Thierry Henry, George Best, Mohamed Salah, Sadio Mané, Gareth Bale, Franck Ribéry, Son Heung-min, Éder Aleixo, Zagallo, Marco Reus, entre outros.
Já no futebol brasileiro, temos exemplos como: Bruno Henrique, Everton Cebolinha, Luiz Araújo, Lucas Moura, Dudu, Rony, Yeferson Soteldo, Artur, entre outros.
A sua utilização no Brasil começou a cair em desuso com o esquema adotado pela Seleção Brasileira da Copa do Mundo de 1970. O time brasileiro atuava com uma espécie de 4-3-3 assimétrica, mas com a presença de um ponta só. Os pontas (um ou dois) seguiam sendo utilizados através dos anos 1970, mas, na década de 1980, a maioria das equipes sul-americanas dispensaram os pontas.
Como bons exemplos de pontas brasileiros atuais há: Vinícius Júnior, Raphinha, Rodrygo, Antony, David Neres, entre outros.

### Ponta invertido

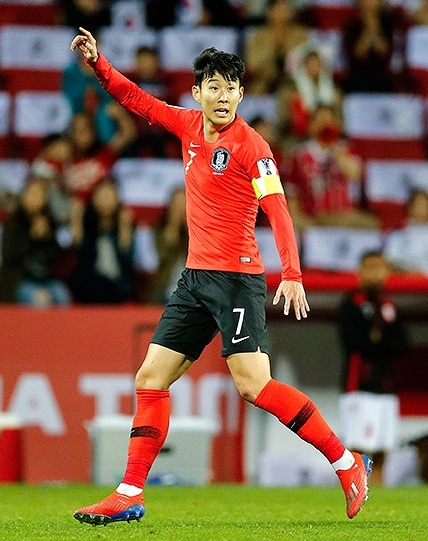
O ponta-esquerda Son Heung-min atuando pela Seleção Sul-Coreana em 2019

Os chamados "pontas invertidos" ou "pontas com o pé trocado" é um desenvolvimento tático moderno da posição tradicional do extremo. No início, os pontas eram atribuídos aos lados do campo com base em seus pés, com jogadores com o pé direito jogando no lado direito e com o lado esquerdo no lado esquerdo. Isso pressupõe que atribuir um jogador ao seu lado natural garante um cruzamento mais poderoso e preciso, bem como maior proteção de bola ao longo da linha lateral. No entanto, quando a posição é invertida e o ponta joga de dentro para fora no flanco oposto (isto é, o jogador de pé direito como ponta-esquerda), eles efetivamente se tornam atacantes e assumem principalmente papel no ataque. Com isso, esta posição encontrou popularidade no jogo moderno, devido ao fato de dar aos tradicionais pontas maior mobilidade como artilheiro.
Talvez o mais famoso ponta invertido da história seja o holandês Arjen Robben, que, a despeito de ser canhoto, jogava na ponta-direita. Com isso, após sempre dar seu drible tradicional, ele ganhava ângulo mais favorável para o arremate ao gol.

### Século XXI
Com a ascensão do esquema tático 4-2-3-1 na década de 2010, adotado pelos principais clubes e seleções do mundo (e com sucesso no Brasil), a figura do ponta foi transformada em um ala, já que ele passou a jogar como um jogador de meio de campo, e não de ataque.
Nesta moderna disposição tática os dois pontas completam o trio responsável pela criação das jogadas de ataque e pela cadência do jogo (4-2-3-1) com o meia-central, auxiliando este a criar as jogadas ofensivas e atacando pelos flancos (lados do campo), jogando sempre em função do atacante de referência (conhecido no Brasil por centroavante), para que este receba a bola proveniente das jogadas criadas pelo trio e possa concluir em gol.